# Unlimited Love
Unlimited Love è il dodicesimo album in studio del gruppo musicale statunitense Red Hot Chili Peppers, pubblicato il 1º aprile 2022 dalla Warner Records.
Il disco segna un ritorno alla collaborazione con il chitarrista John Frusciante, rientrato nella formazione nel 2019, oltre che con il produttore discografico Rick Rubin.

## Antefatti
Al termine del tour a supporto dell'album precedente, conclusosi nel 2018, i Red Hot cominciarono a gettare le basi per il disco successivo riunendosi in jam sessions. Insoddisfatti di come stessero procedendo i lavori, il bassista Flea ed il frontman Anthony Kiedis si decisero a considerare l'idea di richiamare nel gruppo John Frusciante, chitarrista con cui in passato avevano già registrato cinque album e che lasciò il gruppo nel 2009 per dedicarsi ad una carriera solista.
Il 15 dicembre 2019, dopo un annuncio attraverso i social network del gruppo, Frusciante è rientrato nella formazione sostituendo Josh Klinghoffer. In un'intervista, Klinghoffer ha poi spiegato di non essersi sorpreso della scelta dei compagni e che per questo non c'era alcun astio nei loro confronti, dichiarando: «Questa band è l'habitat naturale di John... Sono felice che sia tornato con loro». Flea ha dichiarato che separarsi da Klinghoffer fu difficile, ma che «dal punto di vista artistico e del linguaggio musicale lavorare con John è più facile. Tornare in una stanza e cominciare a suonare lasciando che le cose scorressero da sole, è stato davvero eccitante».
Una volta rientrato nella formazione, Frusciante, non più abituato a suonare un certo tipo di musica dopo essersi cimentato per anni nella sola elettronica, convinse il gruppo a dedicarsi inizialmente ad una rivisitazione dei loro primi dischi; Kiedis definì questo processo di rivisitazione come «un po' strano», riconoscendo comunque l'importanza di «tornare alle proprie basi senza aspettative», mentre Smith spiegò che il chitarrista «voleva semplicemente riconnettersi con la band di cui si era innamorato».
L'8 febbraio 2020 il gruppo, ad eccezione di Smith sostituito da Stephen Perkins, tornò ad esibirsi a distanza di tredici anni dall'ultima volta con Frusciante in occasione di un evento commemorativo della scomparsa del produttore cinematografico Andrew Burkle organizzato dalla Tony Hawk Foundation; all'evento prese parte anche l'ex chitarrista Dave Navarro.

## Produzione

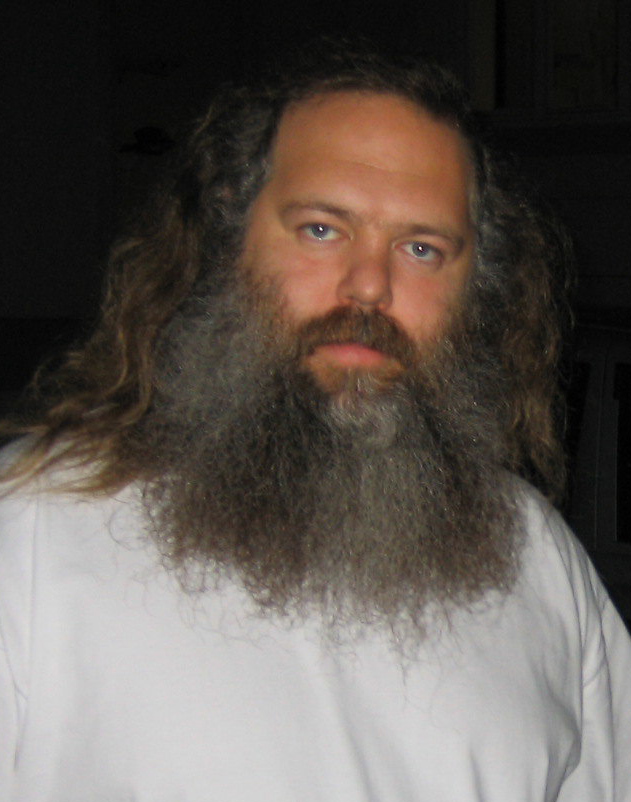
Rick Rubin, produttore discografico scelto per Unlimited Love alla settima collaborazione con i Red Hot Chili Peppers

Dopo essersi affidati a Danger Mouse per la produzione di The Getaway, con Unlimited Love il gruppo ha deciso di riprendere la collaborazione con Rick Rubin, già produttore della maggior parte dei dischi dei Red Hot, da Blood Sugar Sex Magik a I'm with You. Rubin ha detto di essersi commosso assistendo alle prime prove dopo il ritorno di Frusciante.
Le prove furono sospese nel 2020 a causa della pandemia di COVID-19 per poi essere riprese insieme all'inizio delle registrazioni l'anno successivo nello studio Shangri-La di Malibù con circa 100 brani su cui lavorare. Frusciante, soddisfatto della collaborazione di Rubin, ha dichiarato in un'intervista a NME che il gruppo ha registrato durante le varie sessioni un totale di circa 50 brani, con molti di questi intesi per un possibile album futuro «con un'energia rilassata distinta dall'intensità del disco che abbiamo [appena] fatto».

## Promozione
Unlimited Love è stato annunciato il 4 febbraio 2022 in concomitanza con il lancio del primo singolo Black Summer, accompagnato da un video diretto da Deborah Chow. Il 4 marzo è stata la volta del secondo singolo Poster Child, seguito il giorno 25 da Not the One, il 3 giugno da Nerve Flip e il 7 da These Are the Ways, anticipato dal relativo video musicale il giorno 31 del mese precedente.
Per la promozione del disco, I Red Hot Chili Peppers si sono esibiti nei primi giorni di aprile a Jimmy Kimmel Live!, The Tonight Show e The Howard Stern Show, mentre era invece prevista un'esibizione del gruppo agli annuali Billboard Music Awards; quest'ultima è stata tuttavia annullata per «circostanze impreviste».
Il gruppo ha inoltre intrapreso una tournée estiva con tappe tra Europa e Nord America iniziata il 4 giugno a Siviglia.

## Tracce
Testi e musiche di Anthony Kiedis, Flea, John Frusciante e Chad Smith.
1. Black Summer – 3:52
2. Here Ever After – 3:50
3. Aquatic Mouth Dance – 4:27
4. Not the One – 4:26
5. Poster Child – 5:16
6. The Great Apes – 5:03
7. It's Only Natural – 5:43
8. She's a Lover – 3:41
9. These Are the Ways – 3:56
10. Whatchu Thinkin' – 3:40
11. Bastards of Light – 3:38
12. White Braids & Pillow Chair – 3:40
13. One Way Traffic – 4:10
14. Veronica – 4:28
15. Let 'Em Cry – 4:23
16. The Heavy Wing – 5:31
17. Tangelo – 3:27

Traccia bonus nell'edizione giapponese
1. Nerve Flip – 3:06

## Formazione

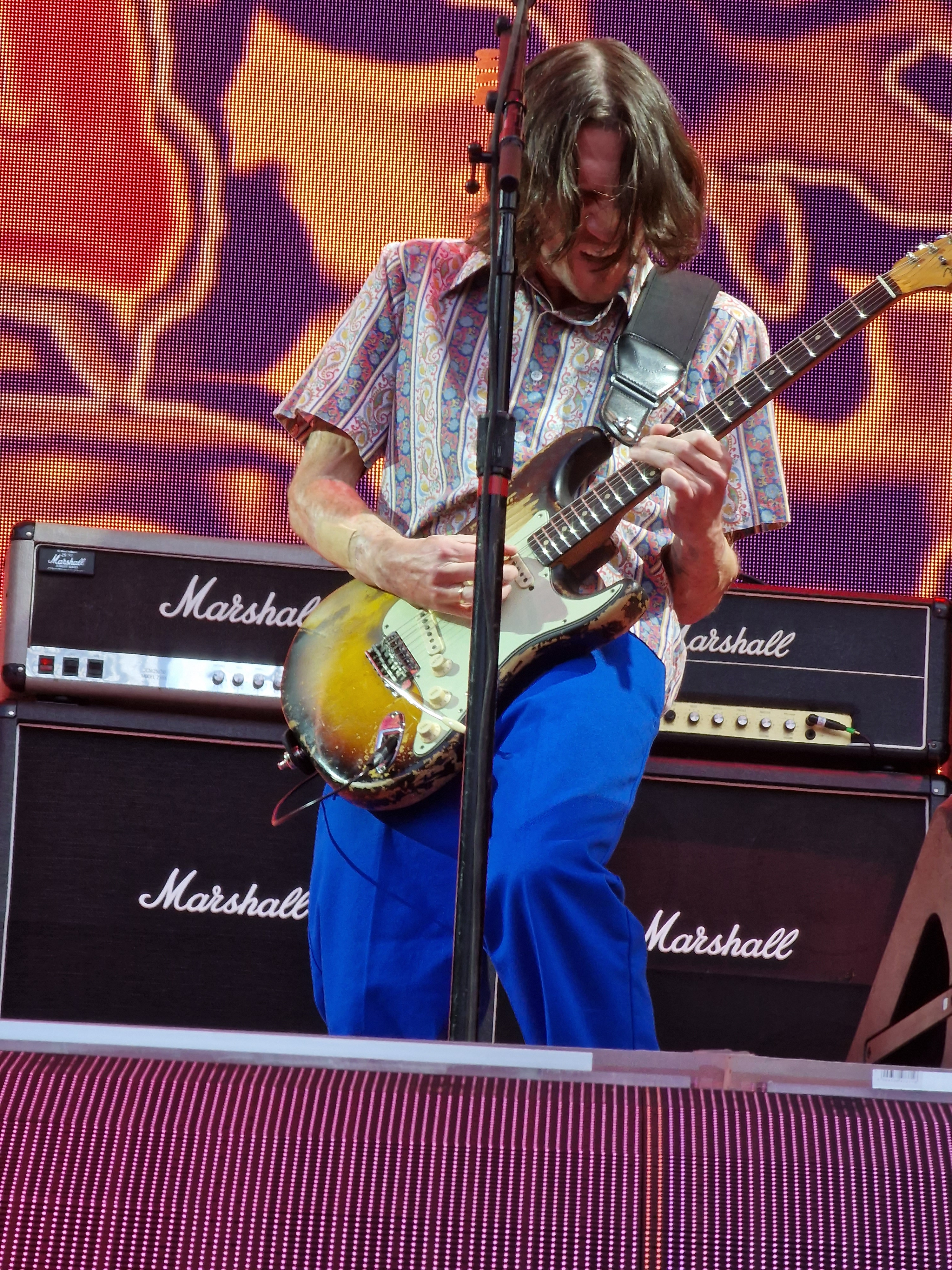
John Frusciante, chitarrista storico del gruppo rientrato in formazione nel 2019

Hanno partecipato alle registrazioni, secondo le note di copertina:
Gruppo
- Anthony Kiedis – voce
- John Frusciante – chitarra (eccetto traccia 17), voce (tracce 1, 5-9, 14-16), sintetizzatore (tracce 2, 3, 5, 7, 11, 12, 14, 16 e 17), cori (tracce 3, 11 e 12), tastiera e mellotron (traccia 5), chitarra acustica (traccia 17)
- Flea – basso, tromba (tracce 3 e 15), pianoforte (traccia 4)
- Chad Smith – batteria (eccetto tracce 2 e 17), tamburello (tracce 1 e 4), percussioni e basso (traccia 2), shaker (traccia 7)

Altri musicisti
- Matthew Rollings[N 1] – pianoforte (tracce 1 e 6)
- Mauro Refosco – percussioni (tracce 3, 8, 10, 11 e 13), tamburello (traccia 11)
- Nathaniel Walcott – tromba (traccia 3)
- Josh Johnson – sassofono (traccia 3)
- Vikram Devasthali – trombone (traccia 3)
- Aura T-09 – cori (traccia 4)
- Cory Henry – organo (tracce 5 e 15)
- Lenny Castro – percussioni (traccia 5)

Produzione
- Rick Rubin – produzione
- Ryan Hewitt – registrazione, missaggio
- Bo Bodnar – ingegneria del suono
- Phillip Broussard Jr. – ingegneria del suono
- Jason Lader – ingegneria del suono
- Ethan Mates – ingegneria del suono
- Dylan Neustadter – ingegneria del suono
- Jonathan Pfarr – assistenza all'ingegneria
- Chaz Sexton – assistenza all'ingegneria
- Lawrence Malchose – assistenza tecnica
- Charlie Bolois – assistenza tecnica
- Chris Warren – tecnico gruppo
- Henry Trejo – tecnico gruppo
- Sami Bañuelos – assistenza gruppo
- Bernie Grundman – mastering (LP)
- Vlado Meller – mastering (CD, download digitale)
- Jermey Lubsey – assistenza al mastering (CD, download digitale)
- Aura T-09 – grafica
- Sarah Zoraya – grafica
- Clara Balzary – fotografia

## Classifiche

### Classifiche settimanali
| Classifica (2022)                | Posizione massima |
| -------------------------------- | ----------------- |
| Argentina                        | 1                 |
| Australia                        | 1                 |
| Austria                          | 1                 |
| Belgio (Fiandre)                 | 2                 |
| Belgio (Vallonia)                | 2                 |
| Canada                           | 1                 |
| Croazia                          | 1                 |
| Danimarca                        | 4                 |
| Finlandia                        | 3                 |
| Francia                          | 1                 |
| Germania                         | 1                 |
| Giappone                         | 9                 |
| Grecia                           | 2                 |
| Irlanda                          | 1                 |
| Islanda                          | 12                |
| Italia                           | 2                 |
| Lituania                         | 7                 |
| Norvegia                         | 9                 |
| Nuova Zelanda                    | 1                 |
| Paesi Bassi                      | 1                 |
| Polonia                          | 4                 |
| Portogallo                       | 1                 |
| Regno Unito                      | 1                 |
| Repubblica Ceca                  | 3                 |
| Slovacchia                       | 3                 |
| Spagna                           | 2                 |
| Stati Uniti                      | 1                 |
| Stati Uniti (alternative)        | 1                 |
| Stati Uniti (rock)               | 1                 |
| Stati Uniti (rock & alternative) | 1                 |
| Stati Uniti (tastemaker)         | 1                 |
| Svezia                           | 2                 |
| Svizzera                         | 1                 |
| Ungheria                         | 1                 |

### Classifiche di fine anno
| Classifica (2022) | Posizione |
| ----------------- | --------- |
| Austria           | 39        |
| Belgio (Fiandre)  | 95        |
| Belgio (Vallonia) | 61        |
| Francia           | 64        |
| Germania          | 13        |
| Paesi Bassi       | 56        |
| Polonia           | 68        |
| Spagna            | 83        |
| Svizzera          | 18        |